# Caméra de la Berlinale
La Caméra de la Berlinale (Berlinale Kamera) est une récompense décernée chaque année depuis 1986 aux cinéastes et acteurs méritants qui ont rendu d'éminents services à la Berlinale.

## Récipiendaires
- 1986 : Gina Lollobrigida, Giulietta Masina, Sydney Pollack et Fred Zinnemann
- 1987 : Klaus Maria Brandauer, Elem Klimov et Jack Valenti
- 1988 : Richard Attenborough, Chuck Berry, Guglielmo Biraghi et Ellen Burstyn
- 1989 : Stephen Frears, Horst Pehnert, Michail Schkalikow et Marc Spiegel
- 1990 : Frank Beyer, Martin Landau, Karel Vachek et Bernhard Wicki
- 1991 : Francis Ford Coppola et Jane Russell
- 1992 : Hal Roach
- 1993 : Victoria Abril, Juliette Binoche, Gong Li, Corinna Harfouch et Johanna ter Steege
- 1995 : Eleanor Keaton
- 1996 : Tchinguiz Aïtmatov, Sally Field, Jodie Foster, Astrid Henning-Jensen et Volker Noth
- 1997 : Lauren Bacall, Ann Hui, Armin Mueller-Stahl et Franz Seitz
- 1998 : Carmelo Romero et Curt Siodmak
- 1999 : Armen Medwedew, Robert Rodríguez et Meryl Streep
- 2000 : Kon Ichikawa et Wolfgang Jacobsen
- 2001 : Heinz Badewitz et Kei Kumai
- 2002 : Constantin Costa-Gavras, Volker Hassemer et Horst Wendlandt
- 2003 : Artur Brauner, Peer Raben et Erika Richter
- 2004 : Rolf Bähr, Erika Rabau, Willy Sommerfeld et Regina Ziegler
- 2005 : Daniel Day-Lewis, Katrin Sass et Helene Schwarz
- 2006 : Michael Ballhaus, Jürgen Böttcher, Laurence Kardish, Hans Helmut Prinzler et Peter B. Schumann
- 2007 : Clint Eastwood, Gianni Minà, Márta Mészáros, Dorothea Moritz et Ron Holloway
- 2008 : Karlheinz Böhm et Otto Sander
- 2009 : Claude Chabrol, Manoel de Oliveira et Günter Rohrbach
- 2010 : Erika et Ulrich Gregor, Hermann Noack et Yōji Yamada
- 2011 : Lia van Leer, Jérôme Clément[1], Franz Stadler, Rosemarie Stadler (Charlottenburger Programmkinos Filmkunst66) et Harry Belafonte
- 2012 : Studios de Babelsberg, Haro Senft et Ray Dolby
- 2013 : Rosa von Praunheim et Isabella Rossellini
- 2014 : Karl Baumgartner
- 2015 : Alice Waters et Carlo Petrini
- 2016 : Ben Barenholtz, Tim Robbins et Marlies Kirchner
- 2017 :  Nansun Shi, Geoffrey Rush et Samir Farid[2],[3]
- 2018 : Beki Probst, Katriel Schory, Jiří Menzel
- 2019 : Sandra Schulberg, Wieland Speck, Agnès Varda, Herrmann Zschoche
- 2020 : Ulrike Ottinger
- 2023 : Caroline Champetier
- 2024 : Edgar Reitz